# Heroceras
Heroceras là một chi bọ cánh cứng trong họ Dytiscidae.
Chi này được Guignot miêu tả khoa học năm 1950.

## Các loài
Chi này gồm các loài:
- Heroceras descarpentriesi (Peschet, 1923)